# Breiter Weg 212 (Magdeburg)

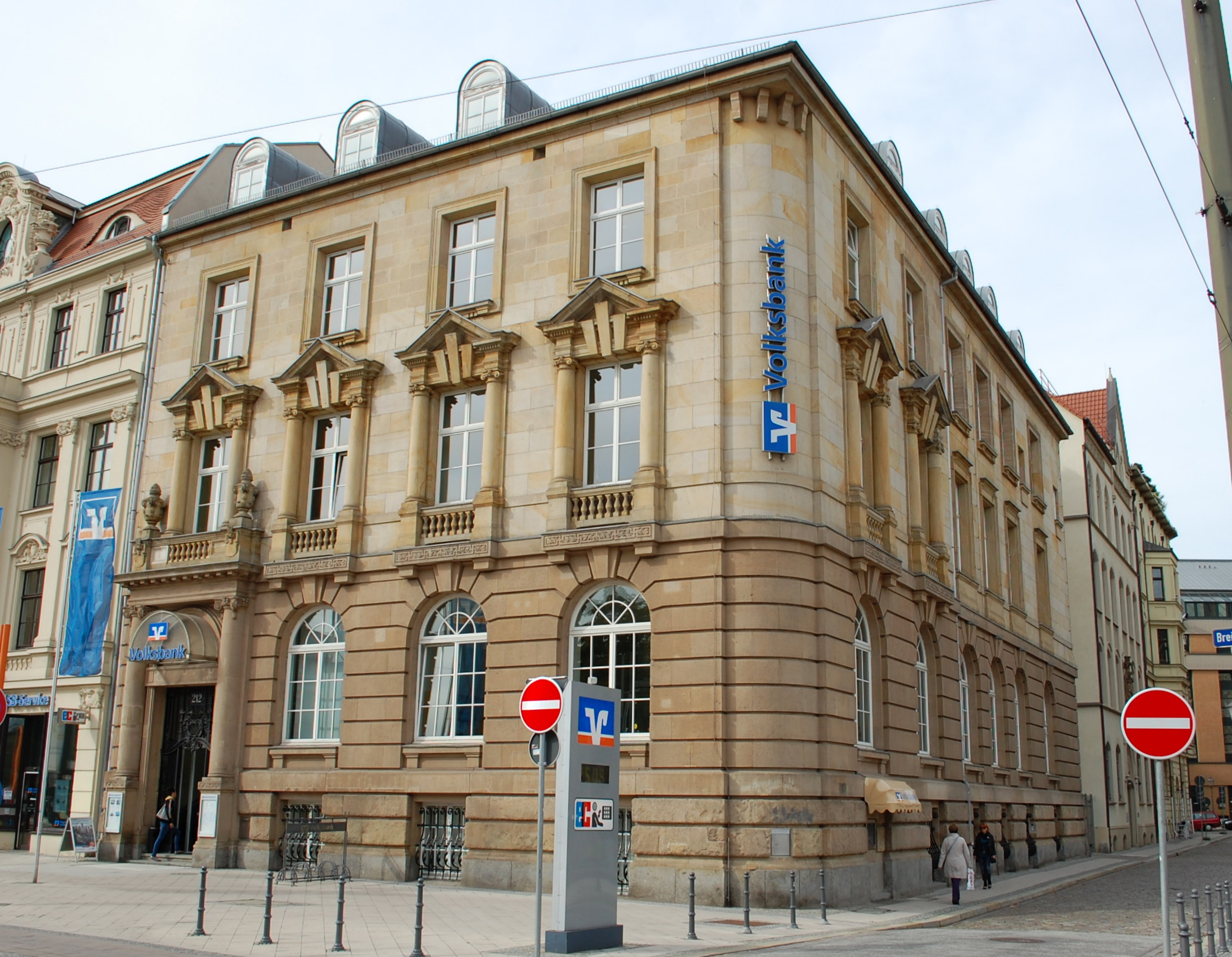
Haus Breiter Weg 212

Das Haus Breiter Weg 212 ist ein denkmalgeschütztes Gebäude in Magdeburg in Sachsen-Anhalt. Es dient als Sitz der Volksbank Magdeburg.

## Lage
Es befindet sich auf der Westseite des Breiten Wegs in der Magdeburger Altstadt an der Ecke zur Max-Josef-Metzger-Straße. Unmittelbar südlich grenzt das gleichfalls denkmalgeschützte Haus Breiter Weg 212a an.

## Architektur und Geschichte

### Vorgängergebäude

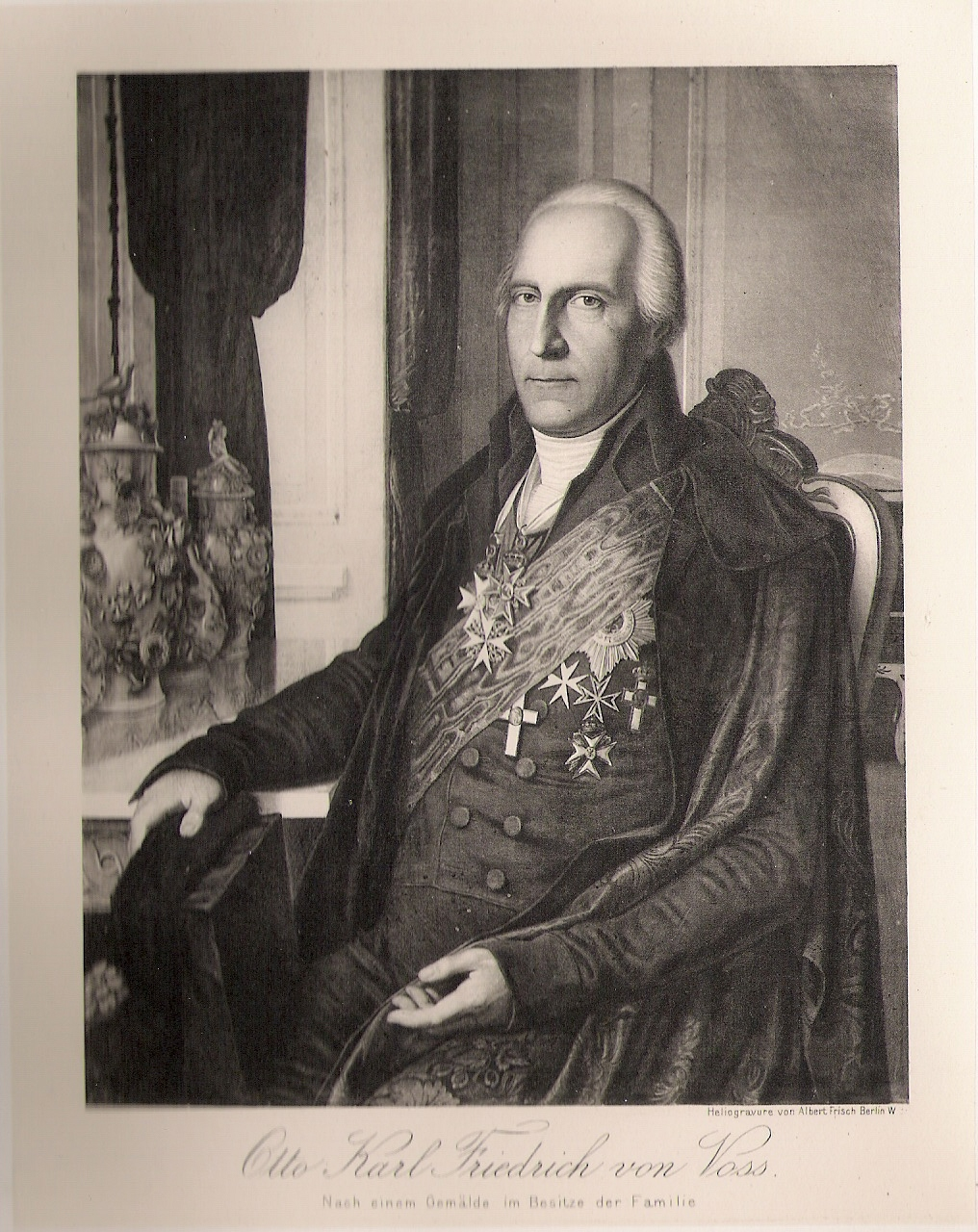
Otto von Voß, 1793

Ursprünglich befand sich an dieser Stelle die Domherrenkurie. Um das Jahr 1596 wurde sie vom Domherr Wolfgang von Spitznase erworben. Seine Ehefrau, eine geborene Wurm, kam 1600 nach Magdeburg. Sie übernahm nach seinem Tod das Eigentum. 1631, im Jahr der Zerstörung Magdeburgs lebte sie hier mit ihren drei Töchtern, einem Enkel, vier Mägden, ihrem Schreiber Jürgen und einem Kutscher. Als Einquartierung lebten im Haus der Uhrmacher Jürgen, der Mundschenk Jacob sowie dessen Bruder. Auf dem Grundstück stand auch eine Holzbude, in der ein Gerichtswebel mit seiner Frau und der Gerichtsschreiber mit Frau und zwei Kindern einquartiert waren. Vermutlich befand sich darüber hinaus auf dem Anwesen auch das Hauptquartier des Obersten Johann Schneidewind. Bei der Zerstörung Magdeburgs wurde auch die Bebauung dieses Grundstücks vernichtet. Im Jahr 1642 war der Enkel der ehemaligen Besitzerin, Wolfgang von Spitznase Eigentümer der wüsten Stätte. Auf ihr befand sich eine von einem Drescher bewohnte Hütte. 1657 wurde dann die Kurie durch den Domherren Erasmus Dietrich von Bennigsen neu gebaut. Nach seinem Tod im Jahr 1680 wurde vermutlich der Domherr Friedrich Asche von der Asseburg neuer Eigentümer. In dieser Zeit wurden im damaligen Gebäude verschiedene Ausbesserungsarbeiten vorgenommen. 1687 lebte für eine Übergangszeit der Domherr Franz Heinrich von Cramm in der Kurie, dann übernahm sie der Domherr Hieronymus von Münchshausen, der 1742 verstarb. Ihm folgte, bis zu seinem Tod 1763, als Eigentümer Gerhard Joh. von Alvensleben. Ab 1795 gehörte sie dem Domherren und preußischen Staatsminister Otto von Voß. Letzter Inhaber der Kurie war dann letztlich Wilhelm Christian Karl Graf von Kalnein. Zumindest ab 1803 gehörte die Immobilie dem Kaufmann Steinemann. Er ließ 1822 den Gebäudekomplex umbauen. 1852 gehörte das Anwesen Neubauer & Porse, ab 1870 dann dem Kaufmann Neubauer.

### Bankbau
Der heutige dreigeschossige repräsentativ gestaltete, aus Werksteinen errichtete Bau wurde im Jahr 1902 nach Plänen des Magdeburger Architekten Robert Bahrs (1842?–1918) als Bankgebäude gebaut. Die aufwändige Fassade des im Stils der Neorenaissance gebauten Hauses ist im Erdgeschoss rustiziert. Die Fenster sind im Erdgeschoss als Rundbögen, in den übrigen Geschossen als Rechteckfenster gestaltet. Die Fensterrahmungen im ersten Obergeschoss sind ädikulaartig mit ionischen Halbsäulen und großen Schlusssteinen angelegt. Zumindest ab 1914 war der Hamburger Bankier A. Neubauer Eigentümer. Das Bankhaus warb mit seiner Stahlkammeranlage. Zumindest ab 1938 war das Haus Sitz der Magdeburger Filiale der Allgemeinen Deutschen Credit-Anstalt.
Während des Zweiten Weltkriegs kam es zu erheblichen Schäden. Bis zum zweiten Obergeschoss brannte der Bau aus, wurde dann aber ab 1946 wiederaufgebaut. Im Jahr 1950 wurde die Stadtbank als Eigentümer geführt. Heute ist das Haus Sitz der Volksbank Magdeburg.
Das Gebäude ist ein Teil der letzten vollständig erhaltenen Häuserzeile des Breiten Wegs und gilt damit als städtebaulich bedeutsam.
In der Liste der Kulturdenkmale in der Magdeburger Altstadt ist das Bankgebäude unter der Erfassungsnummer 094 16643 als Baudenkmal verzeichnet.

## Inschriftenstein
Im Innenhof ist oberhalb einer modernen Tür auf der rechten Seite in Richtung Ausfahrt zur Max-Josef-Metzger-Straße ein historischer Inschriftenstein aus dem Jahr 1514 angebracht. Er gehörte ursprünglich zur benachbarten seit 1392 nachweislich bestehenden Domherrenkurie im Breiten Weg 213 und befand sich dort vermutlich in der Außenwand.
Der längliche 150 Zentimeter lange, 30 Zentimeter hohe und sieben Zentimeter starke Stein trägt drei in gotischen Minuskeln verfasste lateinische Textzeilen, die mittig von einem erhaben herausgearbeiteten Wappen unterbrochen werden. Sie lauten:
Anno dni • 1514 • altera die // post katherne virgis Ego

boldewinus // de Czerwest canoic ecclie

maioris tnc tpis posses // sor • h curie hac fecit structura.
Auf Deutsch bedeutet die Inschrift: Im Jahr des Herrn 1514, am zweiten Tag nach dem Tag der Jungfrau Katharina, habe ich, Boldewin von Zerbst, Domherr der Hauptkirche, zurzeit Besitzer dieser Kurie, diesen Bau errichtet.
Der zweite Tag nach dem Tag der Jungfrau Maria entspricht dabei dem 27. November. Wohl bei Restaurierungsarbeiten wurde das e von die und das po von possessor beschädigt, so dass sie nicht mehr richtig lesbar sind.
Boldewin von Zerbst, auch als Balduin von Zerbst bekannt, ließ, nachdem er 1514 die Kurie erworben hatte, das entsprechende Gebäude neu errichten und brachte zur Erinnerung auch diesen Stein an. Die Kurie verfügte mit der Dreikönigskapelle und der Habacuskapelle über zwei Kapellen. Als spätere Bewohner der Kurie sind Friedrich von Arnstedt und Cuno von Lochow überliefert. Die Kurie wurde bei Zerstörung Magdeburgs im Jahr 1631 zerstört. Nachdem das Gelände länger ungenutzt war, wurde es 1680 wieder als Domherrenkurie eingerichtet. Schon 1722 entstand dann jedoch ein Wohn- und Geschäftshaus, welches während des Zweiten Weltkriegs im Jahr 1945 zerstört wurde. Der Stein befand sich vermutlich bereits im 18. Jahrhundert jedoch nicht mehr an der Fassade des Breiten Wegs 213. Zeitpunkt und Umstände der Anbringung im Breiten Weg 212 sind unklar.